# Грэхэм, Хелен
Хелен Грэхэм (англ. Helen Graham; род. 1959, Ливерпуль, Ланкашир) — британский историк, специалист по войне в Испании 1936—1939 годов, а также по франкизму; эмерит-профессор современной европейской истории на кафедре истории Royal Holloway, University of London, она также занимала кафедру в Нью-Йоркском университете. Самой читаемой работой её авторства указывают бестселлер The Spanish Civil War. A Very Short Introduction (Oxford U.P., 2005).
Высоко оценивал её как специалиста по Гражданской войне в Испании Пол Престон.
Писала для Guardian, Independent on Sunday, History Today, BBC History, Literary Review, London Review of Books.
Автор книг Interrogating Francoism (Bloomsbury, 2016); The War and its Shadow. Spain’s Civil War in Europe’s Long Twentieth Century (2012); The Spanish Republic at War, 1936–1939 (Cambridge U.P., 2003); The Popular Front in Europe (1988); The Spanish Civil War. A Very Short Introduction (Oxford U.P., 2005) {Рец. Chris Ealham}. Последнее разошлось тиражом более 50 тыс. экземпляров и было переведено на многие языки, включая испанский, немецкий, португальский (дважды — также на бразильский португальский), греческий и турецкий. Также автор Spanish Cultural Studies (Oxford University Press, 1995). Работает над своей шестой книгой под рабочим названием Lives at the Limit.